# Basilika San Ildefonso

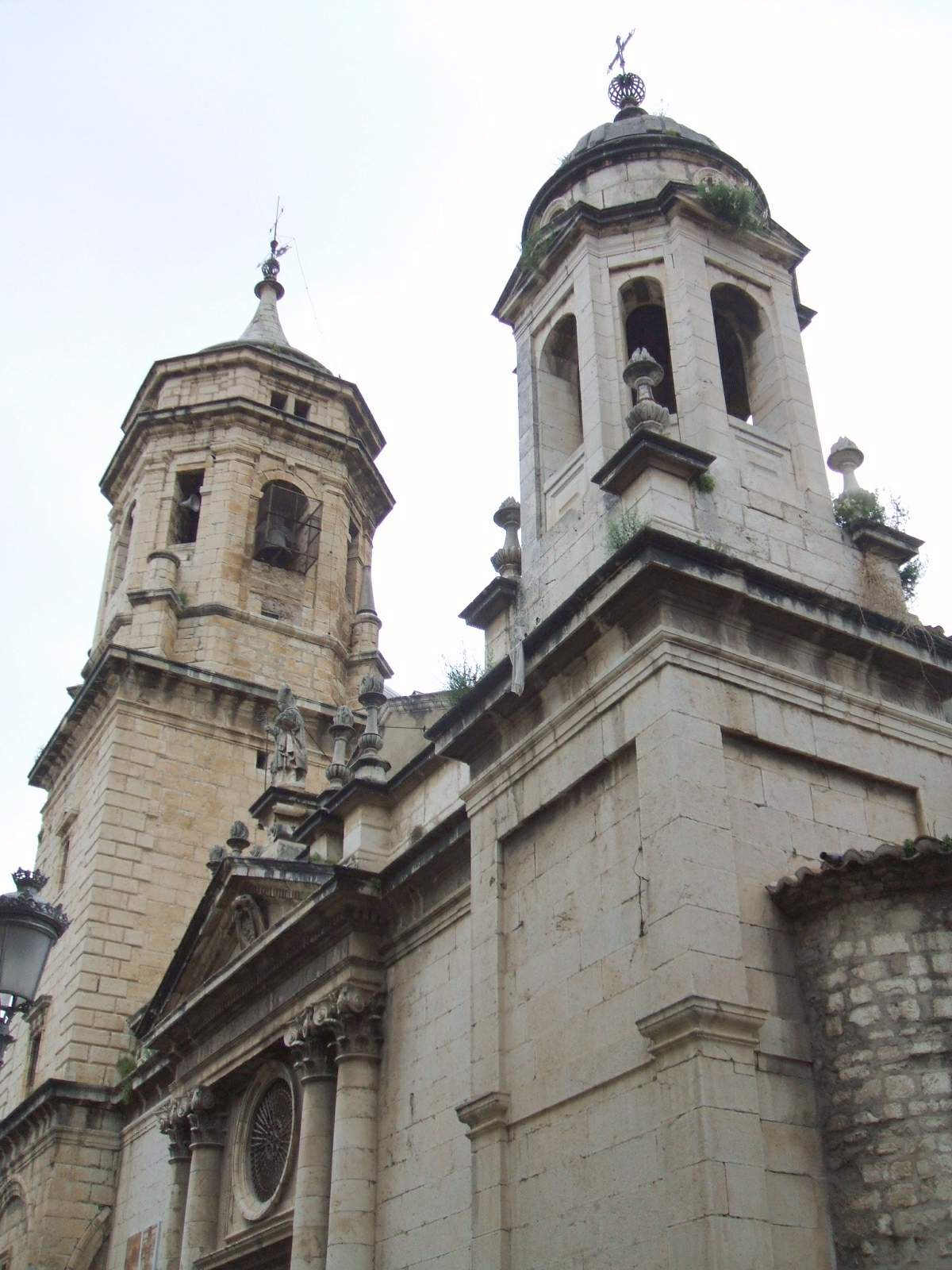
Basilika San Ildefonso

Die Basilika San Ildefonso ist eine römisch-katholische Kirche im Viertel San Ildefonso von Jaén in Andalusien, Spanien. Die gotische Kirche stammt aus dem 16. Jahrhundert. Die Pfarrkirche des Bistums Jaén ist Ildefons von Toledo gewidmet und führt den Titel einer Basilica minor.
Der Vorgängerbau wurde 1248 nach der Erweiterung der Stadtmauer errichtet. Sie befindet sich auf dem gleichnamigen Platz, der von einer Skulptur der Unbefleckten Empfängnis Marias beherrscht wird, die von Amadeo Ruiz Olmos bei der Neugestaltung des Platzes im Jahr 1957 in Stein gehauen wurde. Nach der „Herabkunft der Jungfrau“ im Jahr 1430 erlangte diese Kapelle große Bedeutung und wurde zu einem Heiligtum und später zu einer Basilika der Schutzpatronin der Stadt.
In dieser Kirche sind die sterblichen Überreste des 1575 verstorbenen Architekten und Steinmetzes Andrés de Vandelvira, des Erbauers der Kathedralen von Jaén und Baeza, beigesetzt.

## Geschichte
Mit dem Bau des Stadtteils San Ildefonso in einem alten Vorort außerhalb der Mauern der maurischen Stadt wurde eine kleine Kapelle im Herzen des neuen Stadtteils errichtet. Die frühesten historischen Aufzeichnungen stammen aus dem Jahr 1248, aus dieser Zeit stammen auch die ältesten Mauern im Norden und Osten. Sie wurde vermutlich im 13. Jahrhundert als Pfarrkirche gegründet und war eine arme Pfarrkirche von großen Ausmaßen, wenn auch kleiner als die heutige Kirche, da ihr die Seitenschiffe, das Hauptportal und das Marienkapelle hinter dem Tabernakel fehlten.
Nach der Marienerscheinung in der Stadt im Jahr 1430 erlangte die kleine Kapelle große Bedeutung und wurde zum Heiligtum, in dem die Jungfrau Maria verehrt wurde. Von diesem Zeitpunkt an wurde die kleine Kapelle erweitert, zunächst auf Anregung von Bischof Alonso Suárez de la Fuente del Sauce und dann bis zu den letzten Arbeiten im 20. Jahrhundert. Durch die langwierigen Erweiterungs- und Renovierungsarbeiten entstand eine Kirche mit einer Mischung von Stilen, die sie zu einer großen Kirche mit dem Aussehen einer Kathedrale machte. Am Abend des 20. Mai 1570 besuchte Philipp II. die Madonna der Kapelle.
Am 9. Juni 2010 wurde die Kirche von Papst Benedikt XVI. zur Basilica minor erhoben, und am 14. November fand eine Dankesmesse statt, der Antonio Kardinal Cañizares Llovera, Präfekt der Kongregation für den Gottesdienst und die Sakramentenordnung, vorstand.

## Architektur

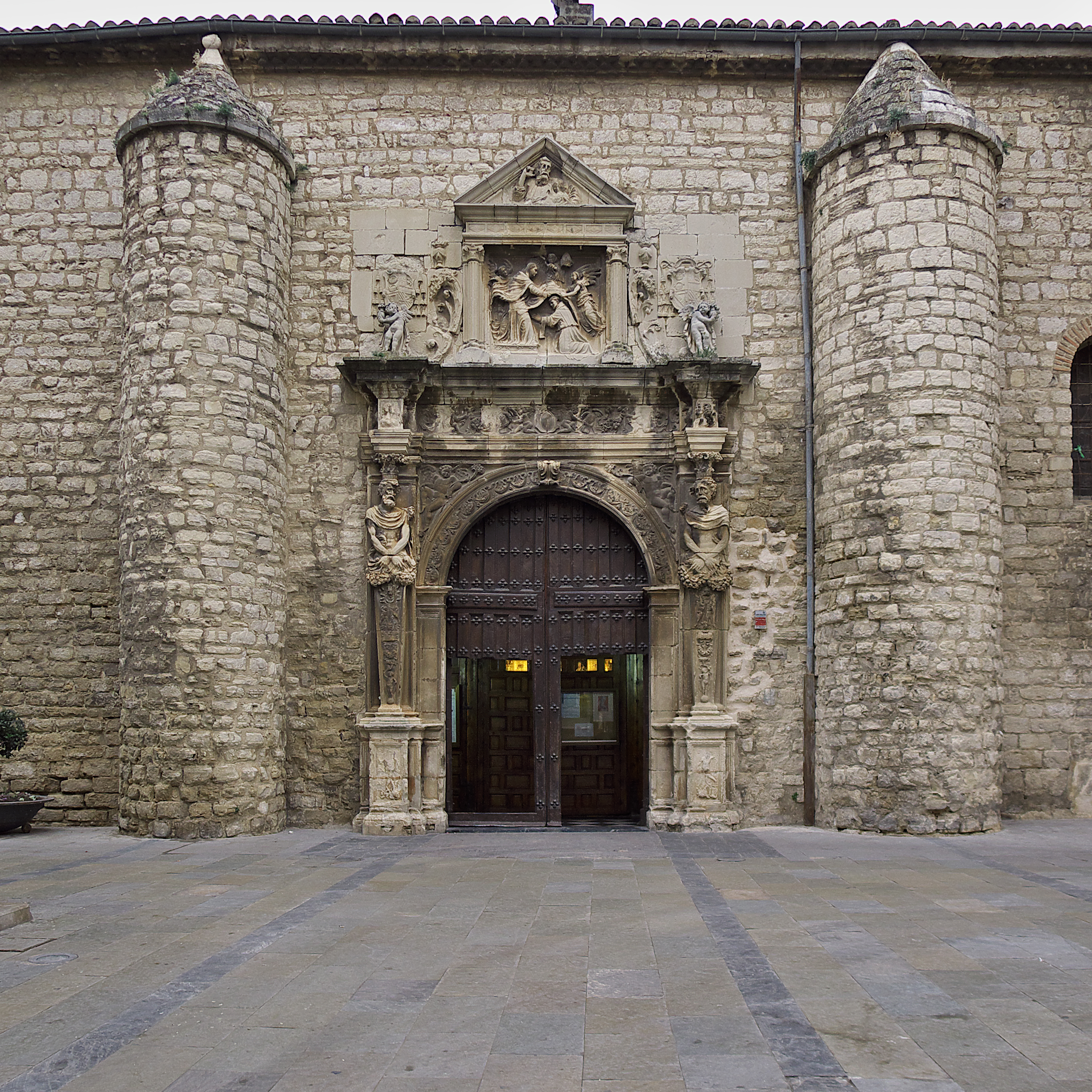
Seitliches Portal

Das Äußere der dreischiffigen Hallenkirche erinnert an eine Festung, da sich an der Nordwand mehrere halbkreisförmige Strebepfeiler in Form eines Turms befinden. An dieser Wand befindet sich ein Mosaik aus der Mitte des 20. Jahrhunderts. Sie stellt die Jungfrau von Capilla unter einem Dach dar, von dem Laternen an den Seiten herabhängen. Am Fuß des Mosaiks befindet sich ein Stein mit der Inschrift: Juni 1930. 500. Jahrestag der Herabkunft der Jungfrau Maria in die Kapelle von San Ildefonso in der Nacht vom 10. auf den 11. Juni 1430 und der Krönung ihres heiligen Bildes. Im weiteren Verlauf der Fassade öffnen sich die Gitter der Kapelle, so dass die Jungfrau von der Straße aus jederzeit zu sehen ist.
Die Kirche besitzt eine Doppelturmfassade. Der Glockenturm der Basilika besteht aus vier Etagen, die durch vorspringende Gesimse voneinander getrennt sind. Der erste Teil hat einen quadratischen Grundriss, der zwischen 1584 und 1585 erbaut wurde und auf dem das Wappen des Bischofs Francisco Sarmiento de Mendoza zu sehen ist. Die zweite Etage mit demselben Grundriss hat zwei übereinander liegende Fenster an jeder Fassade. Sie wurde 1600 fertiggestellt und trägt das Wappen des Bischofs Bernardo Kardinal de Sandoval y Rojas. Das Wappen wurde von Cristóbal Téllez auf Wunsch des Priors Melchor de Soria y Vera entworfen. Sie ist aus edlem Stein gemeißelt, mit Intarsien aus rosa Marmor für den Kardinalsumhang und die Schnüre mit zehn Quasten. Der dritte Teil wurde zwischen 1608 und 1610 erbaut, hat einen achteckigen Grundriss mit Fialen an den Ecken und beherbergt die Glocken. Sie trägt das Wappen des Bischofs Sancho Dávila Toledo. Die Uhr in diesem Bereich wurde um 1620 von dem Uhrmacher Diego Morante installiert. Dieser dritte Abschnitt wurde von einer gotischen Spitze gekrönt, die heute verschwunden ist und 1624 von Sebastián de Solís errichtet wurde. Sie wurde bei der Renovierung des Turms Ende des 18. Jahrhunderts ersetzt. Der vierte Körper, achteckig wie der dritte, ist eine Kuppel mit achteckigem Querschnitt, die von einer kleinen, niedrigen Spitze mit runder Basis bedeckt ist. Sie trägt das Wappen des Bischofs Fernando Andrade Castro, wurde also einige Jahre nach der dritten erbaut.
Der andere, kleinere Turm hat einen quadratischen Querschnitt mit abgeschrägten Ecken, wodurch sich ein unregelmäßiger achteckiger Grundriss ergibt, der direkt von der Fassadenebene ausgeht und mit einer kleinen halb-orangen Kuppel bedeckt ist. Am Sockel befindet sich ein die Inschrift: Viva la Virgen de la Capilla 1868. Die heutige Kirche verfügt über drei Portale aus verschiedenen Epochen und damit auch aus verschiedenen Stilen, von der Gotik bis zum Klassizismus.
Sie ist im spätgotischen Stil gehalten und hat einen dreischiffigen Grundriss mit Kompositpfeilern, die Spitzbögen tragen, über denen sich Rippengewölbe befinden, die den Linien des spätgotischen Stils folgen. Die Tür der Vor-Christie wurde 1726 von J. Delgado und A. López angefertigt. Sie ist aus Holz mit polygonalen Sternschnitzereien im Mudéjar-Stil gefertigt. Über der Tür öffnet sich eine kleine Empore. Die Vorkirche und die Sakristei haben geschnitzte Stuckgewölbe. In diesen Räumen werden Gemälde, drei barocke Chorgestühle und Kultgegenstände von großem Wert aufbewahrt. Am Fuße der Kirche befindet sich ein großes Ölgemälde, das den hl. Christophorus zeigt, wie er mit dem Jesuskind auf dem Rücken einen Fluss überquert und sich dabei auf eine Palme stützt. Es ist das Werk von José García Espantaleón aus dem Jahr 1813.

## Ausstattung

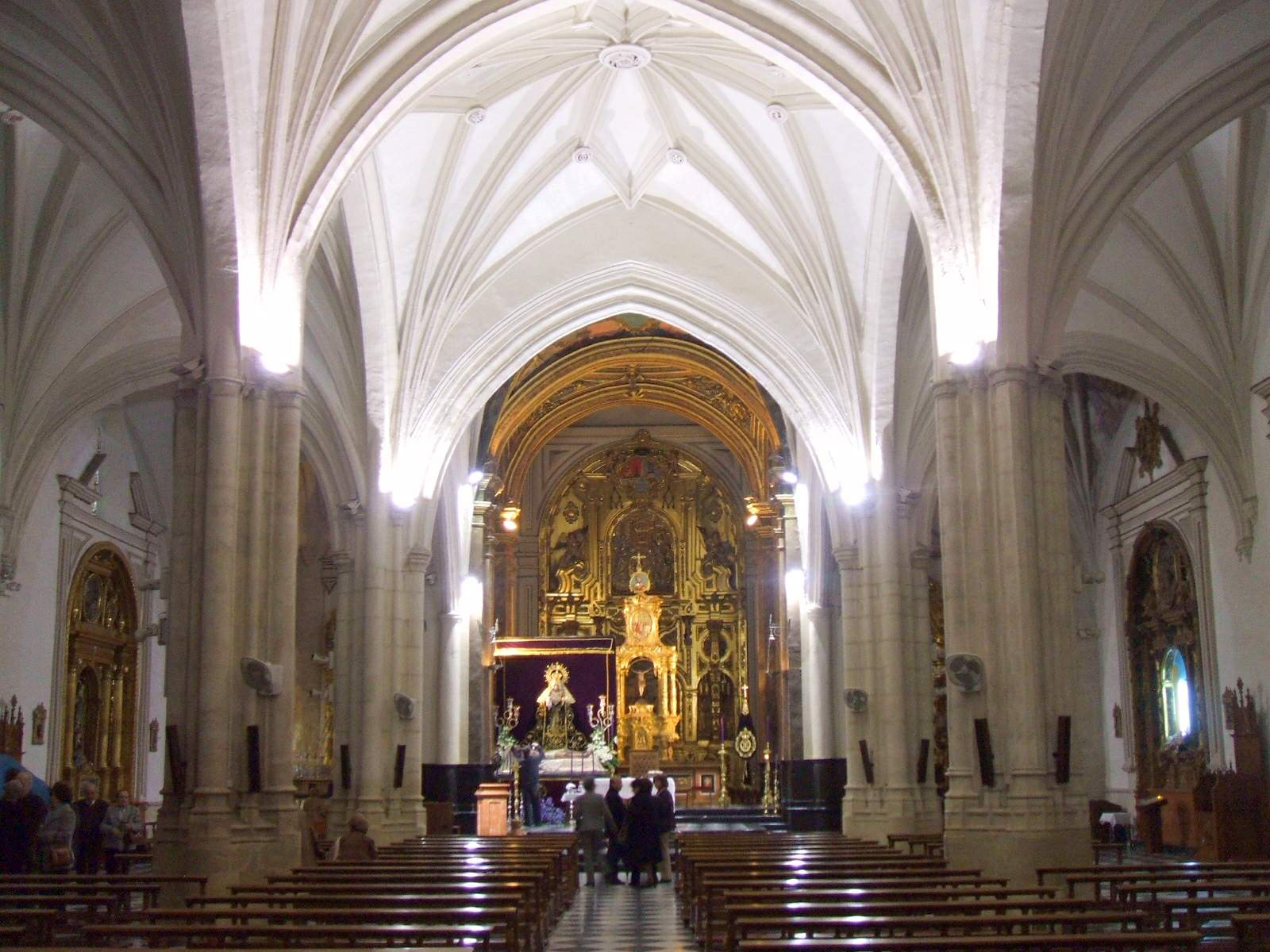
Innenraum

Der Hochaltar im Altarraum steht auf einer Treppe mit drei Absätzen mit je zwei Stufen. Er wird von vier Säulen eingerahmt, die ein elliptisches Gewölbe tragen, das 1753 von Luis Fernández verziert und geschnitzt wurde. An den Hängezwickeln und Bögen befinden sich vier Engel und acht Seraphe, allesamt barock und vergoldet, ein Werk von José de Medina aus demselben Jahr. Aus dem Ensemble ragt der barocke, vom französischen Rokoko beeinflusste Tabernakel hervor, ein Werk von Pedro Duque Cornejo aus dem 18. Jahrhundert. Er war mit den vier Evangelisten ausgestattet, die im Spanischen Bürgerkrieg zerstört wurden. Heute ist nur noch das Bildnis des hl. Matthäus erhalten.
Am Fuß des Tabernakels befinden sich drei Platten aus schwarzem Jaspis mit Adelswappen. Diese werden mit den Wappen der Familie Biedma, der Familie García de Quesada und dem Familiennamen Zúñiga identifiziert.
Das Hauptaltarbild in Form eines Triptychons beherrscht die Kirche und nimmt den zentralen Teil der Apsis ein. Es ist im Barockstil gehalten und wurde von Francisco Calvo Bustamante nach den Entwürfen von Pedro Duque Cornejo11 zwischen 1760 und 1770 aus vergoldetem und gedämpftem Holz angefertigt. Seit 1993 ist sie als Kulturgut geschützt.
Sie ist ganz dem Wunder der Herabkunft der Jungfrau gewidmet, denn Jaén ist neben Saragossa die einzige Stadt in Spanien, in der die Tradition der Herabkunft der Jungfrau besteht.